# Fernando Ocáriz Braña
Fernando Ocáriz Braña, född 27 oktober 1944 i Paris, är en spansk romersk-katolsk präst. Han är sedan år 2017 Opus Deis prelat, det vill säga ledare. Han efterträdde biskop Javier Echevarría Rodríguez som avled i december 2016.